# Золотыми рыбками
«Золотыми рыбками» — песня, исполняемая российской певицей МакSим и написанная ею совместно с Иваном Клименко. Композиция издана, как третий и финальный официальный сингл из её пятого альбома «Хорошо». 26 мая состоялась премьера песни, 8 июня премьера на iTunes. 24 июня состоялась премьера официального ремикса, 26 июня состоялся радиорелиз.

## Предыстория и релиз
Песня написана самой МакSим совместно с Иваном Клименко. Премьера состоялась 26 мая на официальном канале певицы в YouTube, 8 июня — премьера на iTunes. 24 июня состоялась премьера официального ремикса, 26 июня состоялся радиорелиз.

«Эта песня о молчании. Когда любишь, так хочется об этом кричать. Но иногда одно лишнее слово может разрушить многое, особенно, когда это слово весомо. Часто наблюдаю за тем, как люди живут в своих иллюзиях, выставляя напоказ свои желания. Я стараюсь всё самое личное держать за закрытыми дверями, чтобы сохранить самое важное».	
— МакSим

## Видеоклип
13 июня прошли съёмки видеоклипа в Москве. Режиссёром клипа стал Марат Адельшин. В видеоклипе певица перевоплотилась в балерину и женщину-вамп.

«„Золотыми Рыбками“ — это не просто видеоклип. Это небольшой фильм о моём восприятии определенного отрезка жизни. Я давно хотела поработать с Маратом Адельшиным, и я рада, что такая возможность представилась. Съёмочная группа работала очень профессионально, поэтому я уверена, что непростая идея клипа была воплощена в жизнь именно так, как это изначально было задумано».
— МакSим
9 сентября состоялась закрытая презентация видеоклипа в московском ресторане Extra Lounge. Премьера клипа в интернете состоялась 10 сентября на YouTube-канале ELLO. По состоянию на декабрь 2020 года видео на YouTube набрало более 16 млн просмотров.

## Реакция критики
Алексей Мажаев в своей рецензии на сайте InterMedia положительно оценил вокальные данные певицы и то, как ей удаются «мелодичные и трогательные баллады». Песня была названа им более перспективной, нежели предыдущий сингл певицы «Стала свободней». Однако, рассматривая композицию в свете попытки создания певицей нового образа в связи с прекращением контракта с лейблом, критик отметил эксплуатацию тем старых работ.

## Список композиций
- Радиосингл[9]

| №  | Название                                           | Автор(ы)         | Длительность |
| -- | -------------------------------------------------- | ---------------- | ------------ |
| 1. | «Золотыми рыбками»                                 | Марина Максимова | 3:46         |
| 2. | «Золотыми рыбками» (Ivan Martin & Tom Chaos Remix) | Марина Максимова | 2:39         |

- Цифровой сингл[10]

| №  | Название                                           | Автор(ы)         | Длительность |
| -- | -------------------------------------------------- | ---------------- | ------------ |
| 1. | «Золотыми рыбками»                                 | Марина Максимова | 3:45         |
| 2. | «Золотыми рыбками» (Ivan Martin & Tom Chaos Remix) | Марина Максимова | 2:39         |

## Чарты
| Страна/территория (Чарт)      | Высшая позиция |
| ----------------------------- | -------------- |
| Tophit Общий Топ-100          | 165            |
| Tophit Топ-100 по заявкам     | 44             |
| Tophit Российский Топ-100     | 392            |
| Tophit Украинский Топ-100     | 471            |
| Tophit Киевский Топ-100       | 486            |
| Tophit YouTube Топ-100        | 12             |
| Muz.ru                        | 2              |
| Muz.ru (стримминг)            | 1              |
| Zvooq                         | 13             |
| ClipYou                       | 3              |
| МУЗ-ТВ Чарт                   | 8              |
| iTunes ТОП-10 Видеоклипы      | 1              |
| Красная звезда. Народный чарт | 3              |

| Страна/территория (Чарт)      | Высшая позиция |
| ----------------------------- | -------------- |
| Tophit Топ-100 по заявкам     | 54             |
| Tophit YouTube Топ-100        | 39             |
| Красная звезда. Народный чарт | 29             |
| Красная звезда. Сводный чарт  | 58             |

### Годовые чарты
| Страна/территория (Чарт) | Высшая позиция |
| ------------------------ | -------------- |
| Tophit YouTube Топ-100   | 197            |
| Tophit YouTube Топ-100   | 82             |

## История релиза
| Регион        | Дата        | Формат               |
| ------------- | ----------- | -------------------- |
| СНГ           | 26 мая 2015 | Радиоротация         |
| Страны iTunes | 8 июня 2015 | Цифровая дистрибуция |